# Batalla de Oropesa
La batalla de Oropesa  fue una batalla librada entre las tropas de las agermanadas y el ejército realista a finales de junio de 1521 en  Oropesa del Mar, La Plana.
El resultado fue desastroso para los agermanados que vieron como gran parte de sus tropas se ahogaron en acequias y en el mar. El comandante de los agermanados logró huir aunque posteriormente fue apresado y ejecutado.
Esta batalla, junto con la que se produciría unas semanas después en Almenara supuso la pérdida del control de la zona norte del Reino. El sur del reino también cayó con la Batalla de Orihuela y tan solo el centro consiguió mantener durante un tiempo el control de algunas poblaciones como Alcira, Játiva o Gandía, esta última gracias a la victoria conseguida tras la batalla homónima a la ciudad.